# Комаринский хребет
Кома́ринский хребе́т (Комар, от бур. һамар [дабаан] — «орех-[перевал]») — один из хребтов Хамар-Дабана, протянувшийся с севера на юг дугой от берегов Байкала, близ города Слюдянка, до восточной стороны массива Пика Черского (2090 м) в верховьях реки Левой Безымянной. 
Находится в Слюдянском районе, на юге Иркутской области. Назван по старому названию Пика Черского, горы Комар.
Протяжённость хребта — около 27 км. Ширина — до 3 км. Хребет отделяет долины рек Похабихи и Слюдянки на востоке от водосборного бассейна реки Большой Быстрой на западе.
К северо-западу от Пика Черского на водоразделе хребта, в верховьях реки Слюдянки, находится метеостанция Хамар-Дабан.
По хребту от посёлка Култук проходит Старокомарская дорога, бывшая с конца XVIII по конец XIX века частью чайного пути из Кяхты. Ныне дорога является туристической тропой. Зимой по реке Слюдянке и Комаринскому хребту проходит популярный лыжный маршрут, на котором имеются две обзорные точки, откуда открывается вид на северо-запад — в сторону Тункинских Гольцов, на юг — на гольцы центрального водораздельного хребта Хамар-Дабана и на северо-восток — на Байкал.